# Odete Semedo
Maria Odete da Costa Semedo (Bisáu, 7 de noviembre de 1959) es una poetisa, escritora, política e investigadora de Guinea-Bisáu. 
Licenciada en lenguas y literatura modernas en la Universidad Nueva de Lisboa, fue presidenta de la Comisión Nacional por la UNESCO - Bissau. 
Fundó la Revista de Letras, Artes e Cultura Tcholona, donde publicó su poemario Entre o Ser e o Amar, en el que explora el bilingüismo portugués-criollo.
Fue ministra de educación (1996-1999) y de salud (2004-2005)  y actualmente investigadora del Instituto Nacional de Estudos e Pesquisas. 

## Obra
- Entre o Ser e o Amar (1996)
- Histórias e passadas que ouvi contar (2003)
- No Fundo Do Canto (2007)
- Guiné-Bissau - Historia, Culturas, Sociedade e Literatura (2010)
- Literaturas da Guiné-Bissau - Cantando os escritos da história (2011)